# Гурне-ан-Бре
Гурне-ан-Бре (фр. Gournay-en-Bray) — город на севере Франции, регион Нормандия, департамент Приморская Сена, округ Гавр, центр одноименного кантона. Расположен в 48 км к востоку от Руана и в 30 км к западу от Бове, на правом берегу реки Эпт. Через город проходит автомагистраль N31. В 1 км к востоку от центра города, на противоположном берегу Эпта, находится железнодорожная станция Гурне-Ферьер линии Сен-Дени―Дьеп.
Население (2018) — 6 051 человек.

## История
Первые поселения на месте нынешнего Гурне-ан-Бре относятся к периоду завоевания Галлии Юлием Цезарем. В 911 году эта территория отошла норманнам по Сен-Клер-сюр-Эптскому договору. В 990 году в Гурне были доставлены останки святого Хильдеверта, епископа Мо. Ему была посвящена построенная здесь церковь. В 1066 году Гуго II де Гурне и его  сын участвовали в составе армии Вильгельма Завоевателя в Битве при Гастингсе, за что им были пожалованы земельные владения в Англии. В 1171 году в Гурне перебрались 9 каноников из соседнего аббатства Нотр-Дам де Беллозан, что позволило церкви Святого Хильдеверта в Гурне стать коллегиальной.
В 1174 году, во время восстания нормандского герцога Генриха Молодого против его отца, короля Англии Генриха II, сторонника герцога сожгли в Гурне замок и церковь, которая была восстановлена только в 1192 году. Спустя десять лет, во время войны за Нормандию между Францией  и Англией, Гурне был осажден армией короля Филиппа II Августа и взят после того, как французские войска снесли плотину на Эпте, и река затопила город. 
Во время Столетней войны город на протяжении 41 года находился в руках англичан. В 1465 году Гурне захватывает и разграбляет бургундский герцог Карл Смелый; спустя несколько месяцев французы окончательно возвращают его.
В период Первой мировой войны Гурне служил убежищем для французского и бельгийского населения. Во время Второй мировой войны город был занят немцами в июне 1940 года и освобожден канадскими войсками 30 августа 1944 года; к моменту освобождения он был почти полностью разрушен в результате немецких бомбардировок.

## Достопримечательности
- Коллегиальная церковь Святого Хильдеверта XII века, частично перестроенная в XVII веке; сочетание романского стиля и готики.
- Руины капуцинского монастыря XII века
- Городские ворота и остатки городских укреплений XIII века

## Экономика
Структура занятости населения:
- сельское хозяйство — 0,3 %
- промышленность — 38,3 %
- строительство — 4,4 %
- торговля, транспорт и сфера услуг — 31,1 %
- государственные и муниципальные службы — 25,9 %

Уровень безработицы (2017) — 20,8 % (Франция в целом —  13,4 %, департамент Приморская Сена — 15,3 %). 

Среднегодовой доход на 1 человека, евро (2018) — 18 890 (Франция в целом — 21 730, департамент Приморская Сена — 21 140).

## Демография
Динамика численности населения, чел.

## Администрация
Пост мэра Гурне-ан-Бре с 2014 года занимает Эрик Пикар (Éric Picard). На муниципальных выборах 2020 года возглавляемый им правый список победил в 1-м туре, получив 56,14 % голосов.
| Период | Период | Фамилия        | Партия                             | Примечания                                                                                  |
| ------ | ------ | -------------- | ---------------------------------- | ------------------------------------------------------------------------------------------- |
| 1959   | 1977   | Жорж Делатр    | Объединение в поддержку Республики | хирург, член Регионального совета Верхней Нормандии, депутат Национального собрания Франции |
| 1977   | 1978   | Рене-Жак Валуа |                                    |                                                                                             |
| 1978   | 1982   | Робер Дюрантон |                                    |                                                                                             |
| 1982   | 1989   | Бернар Лоран   |                                    | нотариус                                                                                    |
| 1989   | 1995   | Ален Карман    | Социалистическая партия            | работник IME, член Генерального совета департамента                                         |
| 1995   | 2014   | Жан-Лу Пен     | Разные левые                       |                                                                                             |
| 2014   |        | Эрик Пикар     | Разные правые Республиканцы        | руководитель предприятия                                                                    |

## Города-побратимы
- Хейлшем, Великобритания

## Знаменитые уроженцы
- Станислав Майяр (1763-1794), один из вожаков санкюлотов Парижа, активный участник событий Великой французской революции
- Жан-Мари Леопольд Детабанрат (1770-1853), генерал, участник революционных и наполеоновских войн

## Галерея

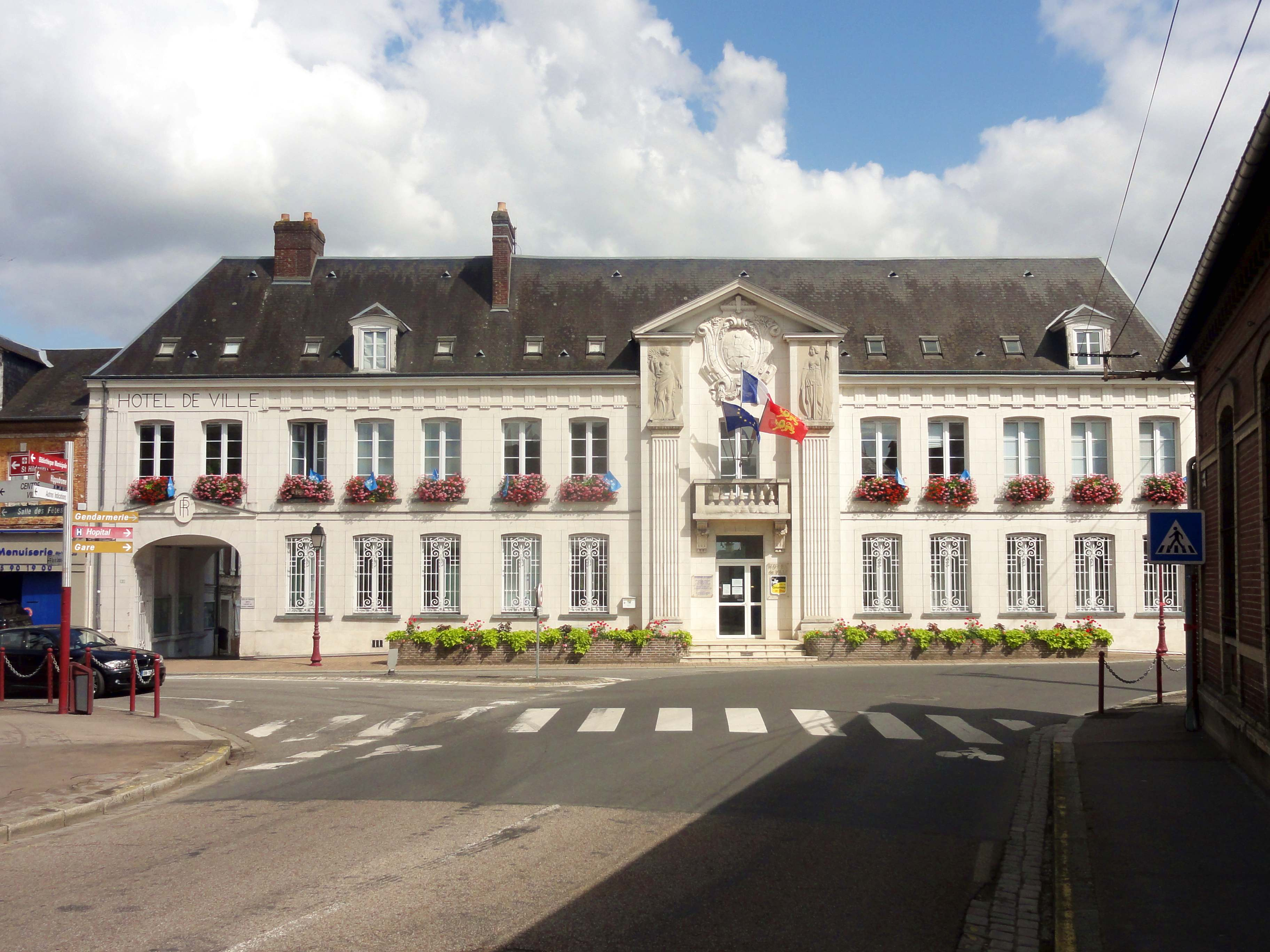
Мэрия
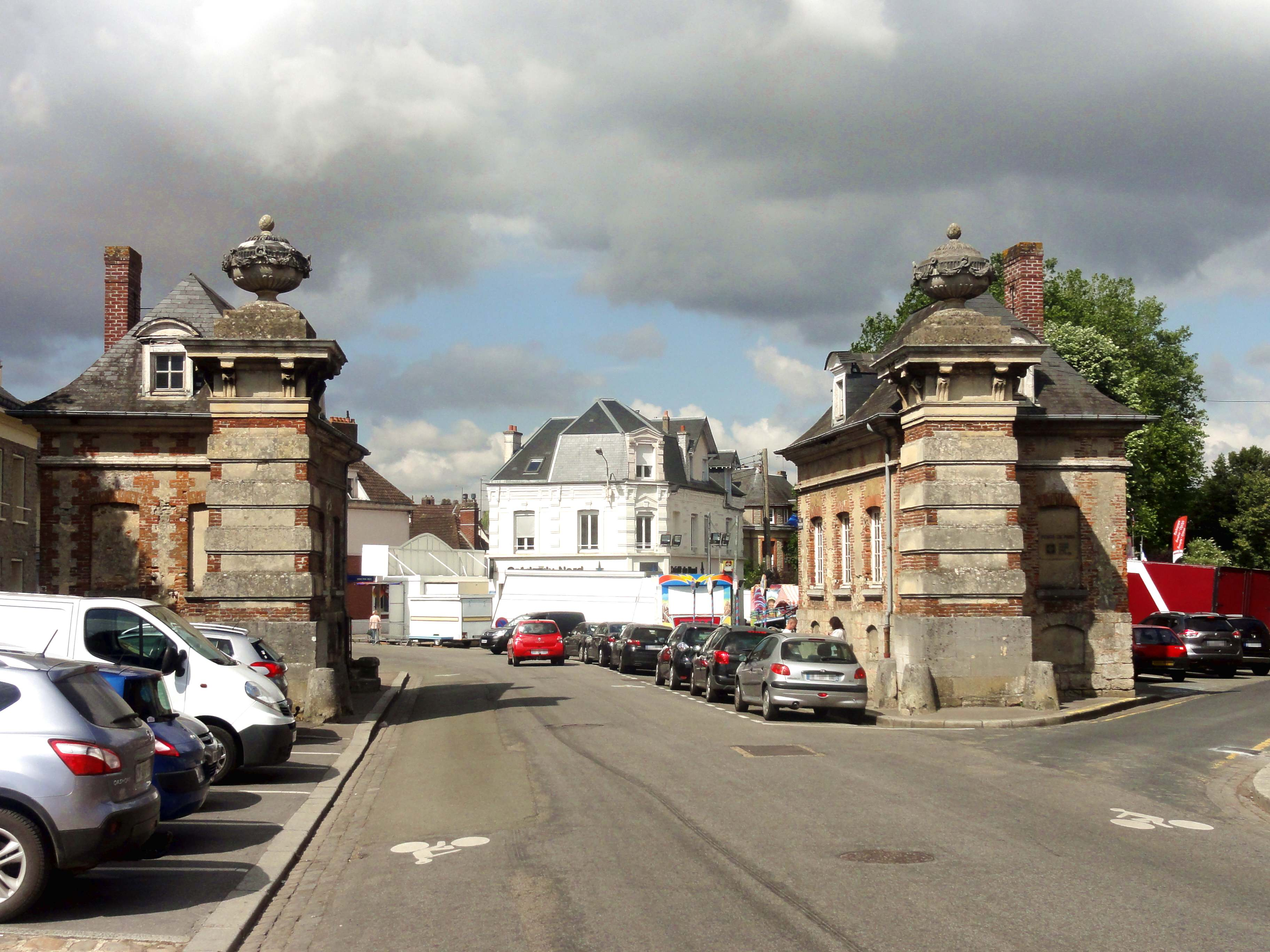
Парижские ворота

1. 1 2  база данных о французских коммунах — Национальный географический институт Франции, 2015.